# Андреас Шипанга
Андреас Зак Шипанга (англ. Andreas Zack Shipanga; нар. 26 жовтня 1931, Ондангва, підмандатна Південно-Західна Африка — пом. 10 травня 2012, Уухехе, Ошикото, Намібія) — намібійської борець за незалежність і державний діяч, голова Перехідного Уряду Національної Єдності Південно-Західної Африки (Намібії) (1987, 1988).

## Життєпис
Андреас Шипанга народився 1931 року. Незабаром після закінчення навчання він виїхав за кордон для подальшого навчання. Національна партія перемогла на виборах 1948 року в Південній Африці, згодом було введено законодавство про апартеїд. [2] Спочатку він залишився в Анголі, потім переїхав до Південної Африки, а звідти до Південної Родезії. У 1952 році він отримав педагогічну освіту, подальшу освіту йому отримати не вдалося через дії в ПАР режиму апартеїду. У 1957 році приєднався до народної організації Овамболенда, попередниці СВАПО. У 1959 році став лідером партії.
У 1960 році 29-річний Андреас Шипанга повернувся до Південно-Західної Африку, проте через три роки у 1963 році був змушений її покинути, був представником СВАПО в Заїрі, а в 1964—1969 роках в Єгипті. У 1970—1976 рр. — секретар СВАПО з питань інформації.
У 1970 році виступив з критикою керівництва руху, звинувативши його в корупції та розкраданні коштів. Цей демарш згодом отримав назву «Повстання Шипанга». У 1976 році він і його сподвижники були арештовані в Замбії, і протягом двох років політик перебував в ув'язненні без рішення суду.
Після свого звільнення в 1978 році Андреас Шипанга мігрував до Великої Британії, громадянкою якої була його дружина. У тому ж році він повернувся на батьківщину і сформував демократичну партію СВАПО D. У складі перехідного уряду національної єдності, сформованого незадовго до оголошення незалежності, займав пост міністра гірничорудної промисловості, енергетики, охорони природи та туризму, торгівлі та промисловості.
В 1987 і 1988 роках Андреас Шипанга був головою перехідного уряду національної єдності. Однак після того, як в 1989 році на перших парламентських виборах після здобуття незалежності СВАПО D не вдалося отримати жодного місця в парламенті, політик вирішив піти з політики. Його партія була розпущена в 1991 році.
Шипанга помер від серцевого нападу 10 травня 2012 року в селищі Уухехе в регіоні Ошикото на півночі Намібії.